# Mark Philo
Mark William Philo (* 5. Oktober 1984 in Bracknell; † 14. Januar 2006 in Reading) war ein englischer Fußballspieler.

## Karriere
Philo durchlief die Jugendabteilung der Wycombe Wanderers und erreichte in der Saison 2001/02 mit der U-19 die fünfte Runde des FA Youth Cups, das beste Ergebnis in der Geschichte des Klubs. Im Sommer 2003 erhielt er seinen ersten Profivertrag und debütierte unter Trainer Tony Adams im Februar 2004 in der Football League Second Division. Bis zum Saisonende kam Philo auf zwölf Einsätze, überwiegend im rechten Mittelfeld; zu drei seiner vier Startelfeinsätze in dieser Saison brachte er es an den letzten drei Spieltagen, als der Abstieg in die Football League Two bereits feststand. In einem Vorbereitungsspiel zur folgenden Saison erlitt er einen Knöchelbruch, der den Nachwuchsspieler zurückwarf, und erst im März 2005 sein Comeback ermöglichte. Wie bereits in der Vorsaison stand er an den letzten Saison-Spieltagen erneut in der Startelf, dabei erlitt er im letzten Saisonspiel eine Stressfraktur, die ihn erneut mehrere Monate vom Spielgeschehen fernhielt. Dennoch bewegten seine Leistungen die Klub-Verantwortlichen dazu, ihn mit einem neuen Vertrag auszustatten. Philo kam in der Spielzeit 2005/06 zu zwei Einsätzen in der Football League Trophy und war um Anschluss an die Stammelf bemüht, als er am 14. Januar 2006 bei einem Autounfall ums Leben kam.
Wie die Untersuchung des Unfalls zeigte, hatte sich Philo nach einer Kneipentour mit 1,2 Promille Blutalkohol an das Steuer seines Wagens gesetzt und war in Finchampstead bei Wokingham mit einem entgegenkommenden Wagen zusammengeprallt, nachdem er auf die Gegenfahrbahn geraten war. Während die Fahrerin des anderen Fahrzeugs noch an der Unfallstelle starb, wurde Philo mit schweren Verletzungen in das Royal Berkshire Hospital in Reading eingeliefert, denen er am Nachmittag erlag. Die Wycombe Wanderers sperrten nach seinem Tod sein Trikot mit der Rückennummer 14, die seither nicht mehr vergeben wird.